# بولس الثاني
البابا بولس الثاني (23 فبراير 1417 ـ 26 يوليو 1471) هو بابا الكنيسة الكاثوليكية منذ سنة 1464 وحتى وفاته سنة 1471.
ولد في البندقية، وكان اسمه عند ميلاده بييترو باربو. خاله هو البابا إيجين الرابع (1431 ـ 1447). عمل بالتجارة أولًا ثم انتقل إلى سلك الكهنوت مدفوعًا بانتخاب خاله لمنصب البابا، ليترقى في ذلك السلك بسرعة جعلت منه كاردينالًا وهو في الثالثة والعشرين من عمره (سنة 1440)، وكان ذا شعبية كبيرة اكتسبها لاشتهاره بالكرم والعطف.
انتخب للبابوية سنة 1464، عقب وفاة البابا بيوس الثاني في اقتراع فاز فيه بأصوات أربعة عشر كاردينالًا من مجموع تسعة عشر كاردينالًا حضروا المجمع.